# Kozojedy, Praha-východ
Kozojedy là một làng thuộc huyện Praha-východ, vùng Středočeský, Cộng hòa Séc.